# Стенд моделювання процесу гідравлічного транспорту сипкого матеріалу

Стенд моделювання процесу гідравлічного транспорту сипкого матеріалу

Стенд моделювання процесу гідравлічного транспорту сипкого матеріалу — замкнутий трубопровід із завантажувальною і насосною установкою. Є фізичною моделлю напірних гідротранспортних систем.
Тривалий час стенди для моделювання процесу напірного гідротранспортування використовувалися створеною у 1961 році експериментальною станцією гідротранспорту Донецького науково-дослідного вугільного інституту — «ДонВУГІ» (м. Донецьк). Пізніше — у 1967—1983 роках — відділом гідротранспорту Українського науково-дослідного та проектно-конструкторського інституту підземного гідравлічного видобутку вугілля — «Укрндігідровугілля»; у 1983—1991 роках — Донецьким комплексним відділом і Донецьким відділенням інституту «Вндпігідротрубопровід» НВО «Гідротрубопровід»; а в новий час -— АТЗТ НВО «Гаймек».

## Технологічна схема стенда
Типовий стенд моделювання гідротранспорту включає: 1 — шламовий насос з двигуном постійного струму; 2 — дифманометри; 3 — завантажувальну воронку; 4 — підпорну ємкість; 5 — мірно-вагову ємкість з динамометром; 6 — перекидний пристрій; 7 — засувки; 8 — зливну воронку; 9 — щит приладів та керування; 10 — трубу Вентурі; 11 — трубопровід; 12 — вимірювальну дільницю.
Трубопровід інколи виконують скляним, що дозволяє спостерігати за процесом гідравлічного транспортування, процесами підйому твердої фази при пуску тощо.

## Характеристика стенда зі скляним трубопроводом

Стенд зі скляним трубопроводом. Донецьк.

Параметри гідротранспорту, а також можливість знесолювання вугілля в процесі гідротранспорту досліджені на стенді зі скляних труб діаметром 104 мм. Протяжність скляного трубопроводу становить 52 м. Установа обладнана відцентровим насосом з двигуном постійного струму потужністю 6 кВт.
У залежності від цілей і задач дослідів стендова установа може працювати по замкненому циклу із завантаженням транспортуючого матеріалу через завантажувальну воронку чи по розімкненому через підпірну ємність.
Установка обладнана мірними та мірно-ваговими ємностями, призначеними для тарування контрольно-вимірювальних пристроїв.
Експериментальні дослідження параметрів гідротранспорту з метою підтримки постійної заданої концентрації гідросуміші проводились при роботі гідротранспортних установ по замкненому циклу.
Попередня тарировка витратомірів здійснювалася при роботі систем по розімкненому циклу.
Технологічний комплекс допоміжного обладнання дозволяє здійснювати завантаження необхідної кількості твердого матеріалу в гідротранспортну установу для створення гідросуміші заданої концентрації, відбір проби гідросуміші, що рухається по трубопроводу, визначення гранулометричної характеристики транспортуючого матеріалу, оперативне заповнення гідротранспортних установ водою та їх промивку.
Збільшення концентрації гідросуміші здійснювалось шляхом послідовних завантажень твердого матеріалу з урахуванням його вологості.
Вимірювання параметрів транспортування гідросуміші реалізовано з допомогою контрольно-вимірювальної апаратури, що забезпечує безперервний контроль та запис основних показників.
Вимірювання витрати (швидкості) здійснювалось витратоміром Вентурі, тарованим об'ємно-ваговим способом.
Вимірювання питомих витрат напору при русі води і гідросуміші здійснювалося на прямолінійних горизонтальних ділянках довжиною 14,5 м.
Як датчики використовувались диференціальні мембранні манометри типу ДМ, як вторинні пристрої — диференціально трансформаторні автоматичні пристрої типу ДСР і КСД2.
Температура гідросуміші визначалася ртутним термометром з ціною поділок 1º С, встановленим на трубопроводі та ізольованим від навколишнього повітря.
Тиск у трубопроводі вимірювався манометрами сильфонного типу зі вторинним пристроєм типу ДСР.
Критична швидкість руху гідросуміші обчислювалась за витратами, виміряними у момент, що відповідає початку випадання твердих часток в осад. Початок осадження визначався візуально у скляному трубопроводі.